# Ромашкино (Оренбургская область)
Ромашкино — село в Курманаевском районе Оренбургской области Российской Федерации.
Административный центр муниципального сельского поселения «Ромашкинский сельсовет».

## География
Расположено на реке Бобровке (приток Бузулука), названной так, по-видимому, потому что в ней водились бобры. Расстояние по автотрассе до крупных городов: Оренбург — 298 км, Самара — 168 км, Бузулук — 60 км.

## Палеонтология
Ромашкино — место обнаружения ископаемых остатков темноспондильных амфибий, обитавших в раннем триасовом периоде. В рыбинском горизонте нижнеоленёкского подъяруса найден Thoosuchus. В слудкинском горизонте того же подъяруса обнаружены Wetlugasaurus, возможный образец бентозуха (Benthosuchus), а также неопределённый представитель семейства Trematosauridae.

## Этимология
Существует две версии происхождения названия села. По одной из версий крестьян-переселенцев поразило обилие цветущих здесь ромашек. По другой, более вероятной версии, от основателя селения, человека, поставившего здесь первый дом, звавшегося Романом, отсюда — от уменьшительно-ласкательной формы имени — Ромашка, закрепилось наименование селения Ромашкино.

## История
В Российской империи
Датой основания села считается 1790 год. Первопоселенцами его были крестьяне-переселенцы, главным образом, великоруссы (русские) из Рязанской, Орловской губерний, а также представители тюркского этноса — чуваши.
В 1836 году в селе был освящён открыт православный храм во имя Покрова Пресвятой Богородицы, а через несколько лет, по инициативе приходского священника Рождественского, открылась церковно-приходская школа.
По сведениям Центрального статистического комитета Министерства внутренних дел 1859 года: «Самарской губернии, Бузулукского уезда, II-го стана, Ромашкино — село казённое; при речке Бобровке; расстояние в верстах от уездного центра — 45, от становой квартиры — 55; число дворов — 51; число жителей муж. пола — 1042 чел., жен. пола — 1101 чел. Церковь православная — 1, ярмарка — 1, базар — 1».
В СССР
В 1929 году, с началом коллективизации, в селе было организовано пять колхозов: «Красная Нива» — в Ореховке, «Пламя» — в Рязанке, «Горный» — в Орловке, «Нацмен» — в Чувашах, а на долинских хуторах — колхоз «Борец». В 1933 году все пять мелких хозяйств объединились в колхоз «Гигант», который в 1934-м он распался на 4 колхоза. Через 20 лет — в 1954 году, по решению правительства, 4 колхоза слились в единое хозяйство — «Колхоз имени К. Е. Ворошилова».

## Образование
В селе осуществляет деятельность Ромашкинская средняя общеобразовательная школа.

## Люди, связанные с селом
- Андреев, Михаил Владимирович (1925—...?) — участник Великой Отечественной войны, награждён медалями «За отвагу» и «За победу над Германией».
- Запольский, Николай Петрович (*1923—...?) — участник Великой Отечественной войны; кавалер ордена Красной Звезды (1943).
- Иванов, Андрей Данилович (1900-1972) - участник Великой Отечественной войны, награждён медалью  «За оборону Ленинграда».
- Пудовкин, Михаил Васильевич (1929—1997) — Заслуженный лесовод России (1994); действительный член Географического общества АН СССР.
- Чурсин, Алексей Фёдорович (1915—2006) — военнослужащий, офицер Советской Армии[8] — отец народной артистки СССР Людмилы Чурсиной (*1941).
- Ячевский, Макар Михайлович (...—...) — участник Первой мировой войны. Награждён Георгиевским крестом IV-й степени (1915[9]).